# Torres Obispado
Die Torres Obispado sind ein bis März 2020 vollständig eröffneter Hochhauskomplex aus den zwei Türmen T.OP 1 und T.OP 2 in der mexikanischen Millionenstadt Monterrey. Der Name ist abgeleitet vom nur 500 Meter nördlich gelegenen Hügel Cerro de Obispado, auf dem sich der frühere Bischofspalast befindet, der heute als Regionalmuseum von Nuevo León genutzt wird. Der höhere der beiden Wolkenkratzer war seit seiner Eröffnung bis 2024 mit 305,3 Metern der höchste des Landes sowie Lateinamerikas und wurde dann vom Torre Rise abgelöst, als dieser im Rohbau die Höhe des T.OP 1 überragte.

## Standort
Der Hochhauskomplex steht an der Avenida Constitución im Stadtteil Obispado am Nordufer des Río Santa Catarina rund 3 Kilometer westlich des Stadtzentrums unmittelbar neben dem Hochhaus Torre Rise. Dieser und die Torres Obispado werden ab 2027 mit einer Station der Linie 4 der Monorriel Monterrey an das Schnellbahnnetz der Stadt angebunden sein.

## Geschichte
Die Bauarbeiten an den Torres Obispado starteten im Frühjahr 2016 und bereits 2019 konnte der kleinere der beiden Türme fertiggestellt und im Anschluss bezogen werden. Der Hauptturm war dann zu Beginn des Folgejahres baulich abgeschlossen und wurde am 11. März offiziell eröffnet.

## Nutzung

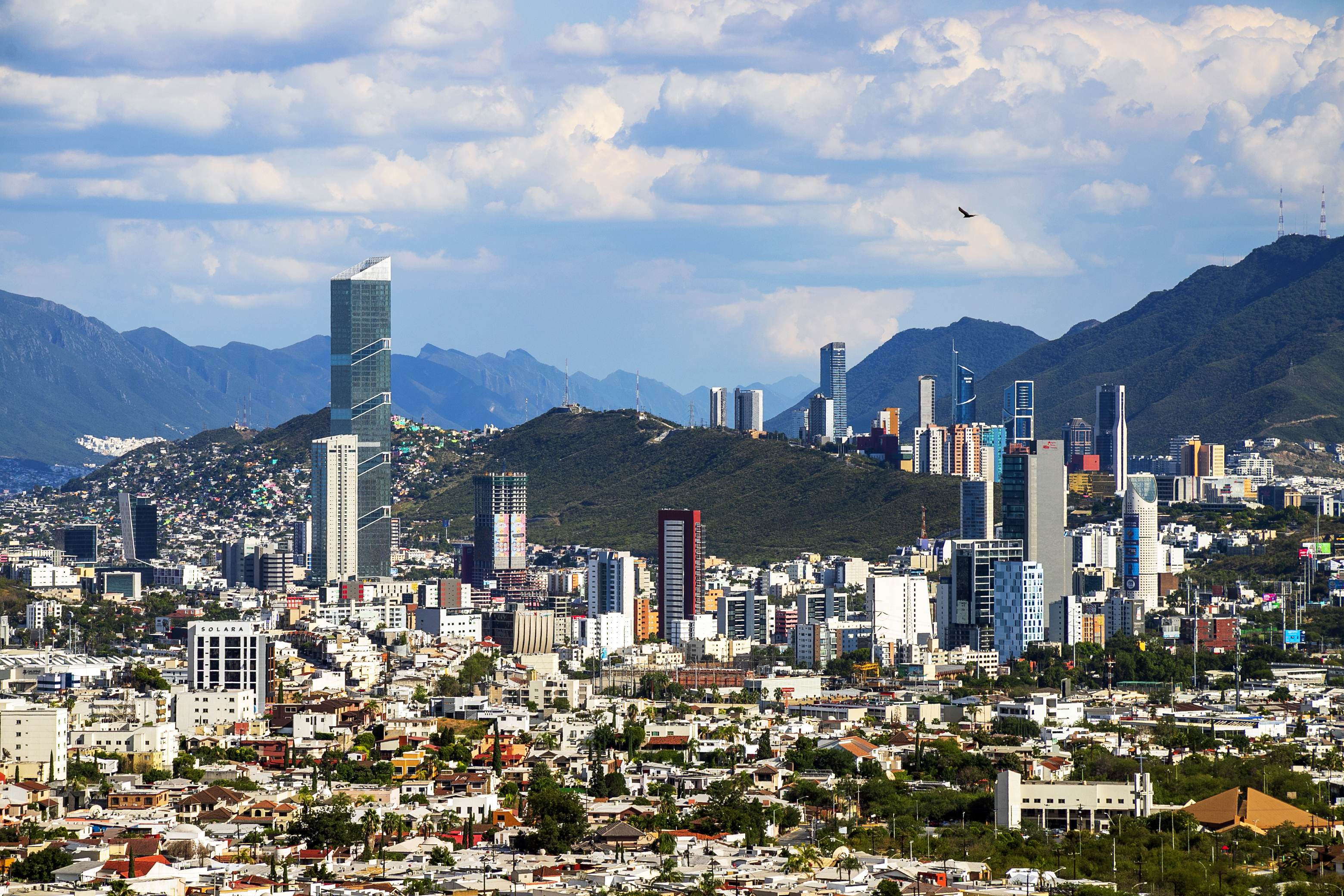
Die Torres Obispado in der Skyline Monterreys (2021)

Der T.OP 1, auch T.Op Corporativo genannt, ist ein Hochhaus mit gemischter Büro- und Hotelnutzung. Das Hotel Hilton Garden Inn Monterrey hat 156 Zimmer auf 8 Etagen. Darüber befindet sich auf 9 Geschossen das auf Coworking-Flächen spezialisierte US-amerikanische Unternehmen WeWork, weitere 42 Geschosse sind ebenfalls durch Büros belegt.
Der kleinere T.OP 2, auch T.Op Departamentos genannt, ist ein bereits 2019 fertig gestelltes reines Wohnhochhaus mit 175 Wohnungen, von denen 156 eine Wohnfläche zwischen 80 und 115 Quadratmetern haben, 12 sog. Residencias sowie 4 Penthouses mit bis zu 315 Quadratmetern. Daneben beherbergt der Wohnturm einen Pool, Grünflächen, Grillmöglichkeiten, Kinderspielplätze, ein SkyGym, eine SkyLounge und eine SkyBar.
Der untere Gebäudeteil, aus dem beide Hochhäuser aufragen, umfasst 12 Parkgeschosse mit insgesamt 2450 Parkplätzen. Das Erdgeschoss ist von Einzelhandelsflächen und Dienstleistungsunternehmen belegt und auf dieser Ebene liegen auch die Haupteingänge von der Avenida Hidalgo und der Avenida Constitución aus.